# Pseudohyaleucerea naenia
Pseudohyaleucerea naenia är en fjärilsart som beskrevs av Druce 1884. Pseudohyaleucerea naenia ingår i släktet Pseudohyaleucerea och familjen björnspinnare. Inga underarter finns listade.